# Brnaze
Brnaze är ett samhälle i Kroatien.   Det ligger i länet Dalmatien, i den sydöstra delen av landet, 240 km söder om huvudstaden Zagreb. Brnaze ligger 325 meter över havet och antalet invånare är 3 239.
Terrängen runt Brnaze är huvudsakligen kuperad, men åt sydost är den platt. Runt Brnaze är det ganska tätbefolkat, med 100 invånare per kvadratkilometer. Närmaste större samhälle är Sinj, 2,7 km norr om Brnaze. Omgivningarna runt Brnaze är en mosaik av jordbruksmark och naturlig växtlighet.